# Peștera Coiba Mare

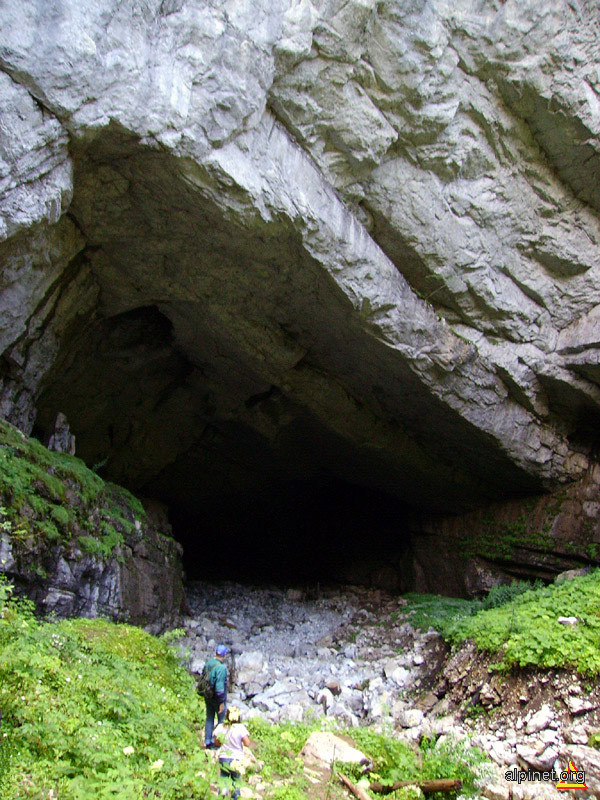
Intrarea în peşteră

Coiba Mare este o peșteră situată în județul Alba, la 300 de metri de cătunul Casa de Piatră.
Lungimea totală a tuturor galeriilor depășește 4 km, iar partea cea mai interesantă la aceasta peșteră este portalul (intrarea în peșteră) ale cărei dimensiuni sunt de 47 de metri înălțime și 74 de metri lățime.
Se poate vizita pe tot parcursul anului - e nevoie de surse de iluminat, iar pentru vizitarea întregii peșteri sunt necesare echipamente de speologie. În perioadele cu debit mare a râului Gărdișoara nu este indicată vizitarea peșterii, datorită posibilității inundării pasajelor strâmte și imposibilitatea ieșirii din peșteră până la ape mai mici.
Un pârâu firav, cu totul neînsemnat față de colosala deschidere, apare de sub malul stâng al Gărdișoarei, din Izbucul de la Coibița, și se strecoară curajos pe sub arcadele imense. El este un excelent ghid, deoarece urmându-l vom găsi ușor calea spre adâncurile peșterii. Pârâul traversează la început o sală vastă - Sala Mare, care se îngustează însă tot mai mult, ca o uriașă pâlnie. Pe laturi, la diferite înălțimi se zăresc deschideri de galerii care conduc într-un sistem superior foarte vast și extrem de labirintic. Din această cauză și a numeroaselor dificultăți tehnice, vizitarea lui nu este recomandată turiștilor. În fundul îngustat al sălii, pârâul se strecoară pe sub două bolți joase consecutive, care obligă la un târâș de câțiva metri (destul de greu de găsit când pârâul seacă), apoi răzbește în Sala Jeannel. 
De aici, printr-un tunel înalt, firul de apă iese în a doua sală de mari dimensiuni, denumită Sala Confluenței. Aici el se unește cu un curs de apă mult mai viguros, care reprezintă de fapt scurgerea subterană a apelor Văii Gărdișoara. Aceste ape dispar din albia lor de la suprafață prin gura greu accesibilă și cu aspect neprimitor al peșterii Coiba Mică, aflată cu 350m în amonte. Drumul lor pe sub pământ traversează un sifon lung de 60m și adânc de 10m, care separă net Coiba Mică de Coiba Mare. Apoi, dincolo de Sala Confluenței, apele urmăresc o galerie largă, prin care înaintarea devine însă mai anevoioasă din cauza cursului mare de apă. O cascadă cam de 3m înălțime și două lacuri adânci, ce nu pot fi depășite decât cu ajutorul unei bărci de cauciuc, constituie bariere greu de trecut. După 386m, un al treilea lac, de data aceasta sifonant, apare ca un obstacol care face neputincios orice mijloc de explorare: pe oglinda neagră a apei viiturile au adunat de-a lungul timpului nenumărați bușteni îngrămădiți într-o împletitură haotică de crengi și cioturi căreia nici barca și nici scafandrul nu-i mai pot face față. I se spune Lacul Morții. Apa străbate încă cel puțin 2,5km de galerii necunoscute înainte de a apărea din nou la suprafață din malul drept al Gârdei Seci, prin Izbucul de la Tăuz, în locul numit "La Moara Filii".

## Galerie de imagini

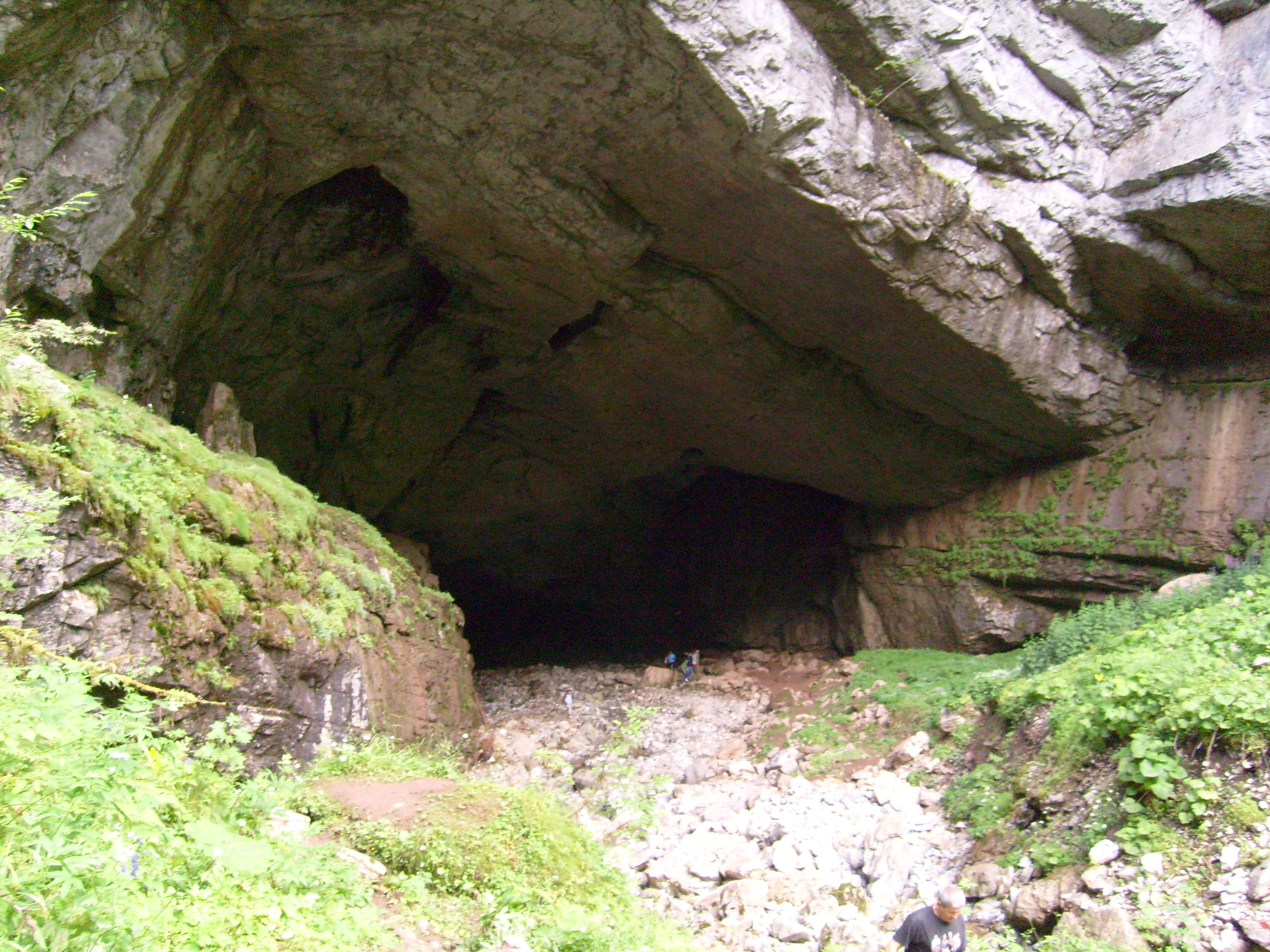
Portalul peșterii (vedere din exterior)
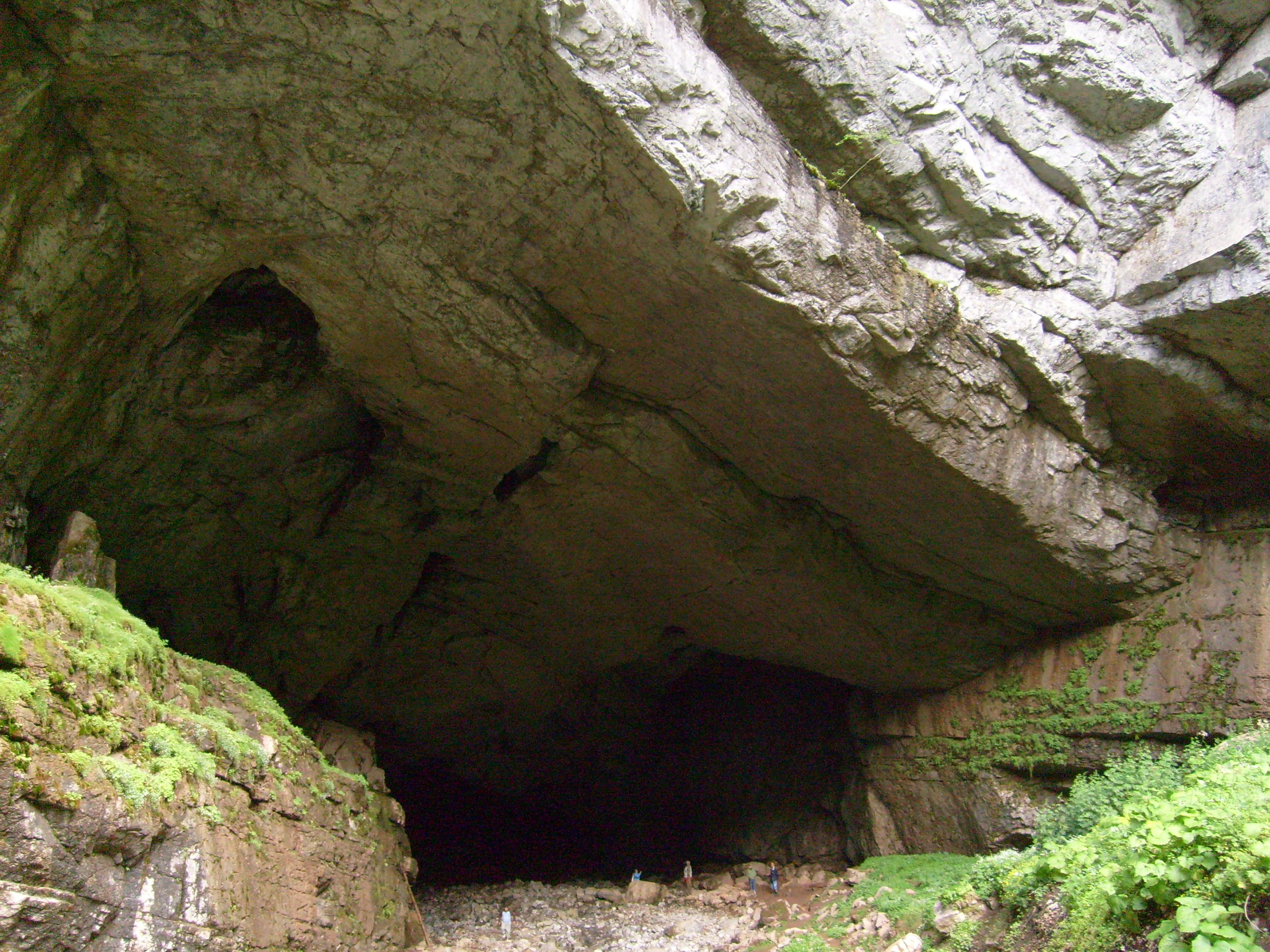
Portalul peșterii (vedere din exterior)